# José Navarro Lévano
José Carlos Navarro Lévano (Lima, Perú) es un ingeniero, economista y docente peruano. Alcalde del Rímac de 1995 a 1998.

## Biografía
Ingeniero electrónico por la Universidad Nacional de Ingeniería (Perú), economista por la Universidad Nacional Mayor de San Marcos y magíster en administración de empresas por la Universidad ESAN. Fue elegido alcalde del distrito del Rímac de la provincia de Lima desde enero de 1995 hasta diciembre de 1998, por el partido Somos Perú. En la actualidad es catedrático de economía de la Universidad Nacional Mayor de San Marcos y la Universidad Peruana de Ciencias Aplicadas.